# Marco Benini
Marco Benini (* 12. Mai 1982 in Ingolstadt) ist ein deutsch-italienischer Priester, Autor, Liturgiewissenschaftler und Hochschullehrer.
Benini ist Sohn einer 1980 aus Bologna eingewanderten Familie. Er wuchs im oberbayerischen Ingolstadt auf.
Von 2001 bis 2006 studierte er an der Katholischen Universität Eichstätt-Ingolstadt katholische Theologie. 2003 und 2004 studierte er ein Jahr an der Päpstlichen Universität Gregoriana. Seinen Pastoralkurs absolvierte er in den Pfarreien Neuendettelsau und Sachsen-Lichtenau.
Am 12. April 2008 empfing er durch Bischof Gregor Maria Hanke die Priesterweihe. Anschließend war er Kaplan an der Hofkirche in Neumarkt und Jugendseelsorger des Dekanats Neumarkt in der Oberpfalz. 2012 wurde er Kaplan in Raitenbuch und Pfraunfeld. Am 1. September wurde er zusätzlich zum Domvikar am Eichstätter Dom ernannt.
Am 9. Dezember 2015 promovierte er über die Feier des Osterfestkreises im Ingolstädter Pfarrbuch des Johannes Eck an der KU Eichstätt. Hierfür erhielt er von der Katholischen Akademie in Bayern den Kardinal-Wetter-Preis. Am 17. Mai 2018 habilitierte er sich über Liturgische Bibelhermeneutik: Die Heilige Schrift im Horizont des Gottesdienstes. Hierfür erhielt er den Habilitationspreis der Katholischen Universität Eichstätt-Ingolstadt und den österreichischen Pius-Parsch-Preis.
Im Sommersemester 2018 vertrat er Jürgen Bärsch als Professor für Liturgiewissenschaften. Von 27. August 2018 bis April 2020 war er Gastprofessor an der Theologischen Fakultät der Katholischen Universität von Amerika. Im Sommersemester 2020 und dem Wintersemester 2020/2021 war er Professurvertreter für Liturgiewissenschaft an der Universität Augsburg. Am 1. April 2021 übernahm er den Lehrstuhl für Liturgiewissenschaft an der Theologischen Fakultät Trier und die Leitung der wissenschaftlichen Abteilung des Deutschen Liturgischen Instituts in Trier. Des Weiteren ist er seit 2022 Dozent für Liturgiewissenschaft im überdiözesanen Priesterseminar Studienhaus St. Lambert Lantershofen.

## Veröffentlichungen (Auswahl)
- Fresko in Bewegung – Maria de Victoria, Ingolstadt. Stadt Ingolstadt 2002.
- Johannes Eck – Kontroverstheologe und Pfarrer. eos, St. Ottilien 2017.
- (als Hrsg.): Gott preisen in Hymnen und Gesängen. eos, St. Ottilien 2018.
- (als Hrsg. mit Florian Kluger und Benedikt Winkel): Liturgie im Prozess: Studien zur Geschichte des religiösen Lebens. Aschendorff, Münster 2019.
- Liturgische Bibelhermeneutik: Die Heilige Schrift im Horizont des Gottesdienstes. Aschendorff, Münster 2020.